# Vernakalant
Le vernakalant est une molécule, testé en tant que médicament antiarythmique dans la régularisation de la fibrillation auriculaire. La revue médicale indépendante Prescrire déconseille son utilisation.

## Mécanisme
Cette molécule bloque les canaux ioniques potassiques.

## Efficacité
Il permet, en injection, de régulariser le rythme cardiaque des patients ayant passé récemment en fibrillation auriculaire dans environ la moitié des cas. Il s'avère être d'une efficacité supérieure à celle de l'amiodarone chez ce type de patient.